# Saint-Lager-Bressac

Saint-Lager-Bressac este o comună în departamentul Ardèche din sud-estul Franței. În 1 ianuarie 2022 avea o populație de 959 de locuitori.